# Ромоданово
Ромода́ново (рос. Ромоданово, ерз. Рамадан) — селище, центр Ромодановського району Мордовії, Росія. Адміністративний центр та єдиний населений пункт Ромодановського сільського поселення.
У період 1958-2013 років селище мало статус селища міського типу, до цього — статус села.

## Населення
Населення — 9410 осіб (2010; 9871 у 2002).